# Belgique aux Jeux olympiques d'hiver de 1956
Cet article contient des informations sur la participation et les résultats de la Belgique aux Jeux olympiques d'hiver de 1956, qui ont eu lieu à Cortina d'Ampezzo en Italie. Il s'agit de la dernière participation avant leur retour aux Jeux olympiques d'hiver 8 ans plus tard.

## Résultats

### Bobsleigh
| Traîneau | Athlètes                        | Épreuve    | Manche 1      | Manche 1 | Manche 2      | Manche 2 | Manche 3      | Manche 3 | Manche 4      | Manche 4 | Total         | Total |
| Traîneau | Athlètes                        | Épreuve    | Temps         | Rang     | Temps         | Rang     | Temps         | Rang     | Temps         | Rang     | Temps         | Rang  |
| -------- | ------------------------------- | ---------- | ------------- | -------- | ------------- | -------- | ------------- | -------- | ------------- | -------- | ------------- | ----- |
| BEL-1    | Marcel Leclef Albert Casteleyns | Bob à deux | 1 min 27 s 30 | 18       | 1 min 25 s 93 | 13       | 1 min 25 s 60 | 10       | 1 min 25 s 98 | 12       | 5 min 44 s 81 | 13    |

### Patinage de vitesse

#### Hommes
| Épreuve | Athlète            | Course          | Course |
| Épreuve | Athlète            | Temps           | Rang   |
| ------- | ------------------ | --------------- | ------ |
| 1 500 m | Pierre Huylebroeck | N'a pas terminé | –      |

### Ski alpin
| Athlète     | Épreuve      | Manche 1     | Manche 1 | Manche 2     | Manche 2 | Total        | Total |
| Athlète     | Épreuve      | Temps        | Rang     | Temps        | Rang     | Temps        | Rang  |
| ----------- | ------------ | ------------ | -------- | ------------ | -------- | ------------ | ----- |
| Denis Feron | Descente     |              |          |              |          | 4 min 16 s 6 | 38    |
| Denis Feron | Slalom géant |              |          |              |          | 4 min 01 s 8 | 65    |
| Denis Feron | Slalom       | 2 min 12 s 5 | 49       | 2 min 37 s 0 | 47       | 4 min 49 s 5 | 46    |

## Référence
- (en) Cet article est partiellement ou en totalité issu de l’article de Wikipédia en anglais intitulé « Belgium at the 1956 Winter Olympics » (voir la liste des auteurs).